# Iginniarfik
Iginniarfik (Igíniarfik avant 1973) est un village groenlandais situé dans la municipalité de Qeqertalik près de Kangaatsiaq à l'ouest du Groenland, près de la baie de Disko. La population était de 91 habitants en 2009.

## Transport
- Héliport d'Iginniarfik
- Disko Line